# Gerard Washnitzer
Gerard Washnitzer (* 1926 in New York City; † 2. April 2017) war ein US-amerikanischer Mathematiker.
Washnitzer studierte an der Princeton University unter anderem bei Emil Artin und wurde 1950 bei Salomon Bochner promoviert (A Dirichlet Principle for analytic functions of several complex variables). 1952 war er Moore-Instructor am Massachusetts Institute of Technology. Er war danach Associate Professor an der Johns Hopkins University und später Professor für Mathematik an der Princeton University. 1960/61 und 1967/68 war am Institute for Advanced Study.
Mit Paul Monsky führte er 1968 Monsky-Washnitzer-Kohomologie ein, eine p-adische Kohomologietheorie für nichtsinguläre algebraische Varietäten.
Zu seinen Doktoranden zählte William Fulton.